# Amstel Gold Race féminine 2021
Cet article concerne l'édition féminine de l'Amstel Gold Race. Pour la course masculine, voir Amstel Gold Race 2021.
La 7e édition de l'Amstel Gold Race féminine a lieu le 18 avril 2021. C'est la sixième épreuve de l'UCI World Tour féminin 2021. Elle est remportée par la Néerlandaise Marianne Vos.

## Équipes
| UCI Women's WorldTeams (9)- Alé BTC Ljubljana - Team BikeExchange - Canyon-SRAM Racing - Team DSM - FDJ-Nouvelle Aquitaine-Futuroscope - Liv Racing - Movistar Team - SD Worx - Trek-Segafredo Équipes féminines continentales (15)- A.R. Monex - Andy Schleck-CP NVST-Immo Losch - Bingoal Casino-Chevalmeire - CAMS-Tifosi - Ceratizit-WNT Pro Cycling - Cogeas-Mettler-Look Pro Cycling Team - Doltcini-Van Eyck Sport-Proximus - GT Krush Tunap - Jumbo-Visma - Lotto Soudal Ladies - Multum Accountants - NXTG Racing - Parkhotel Valkenburg - Tibco-Silicon Valley Bank - Valcar-Travel & Service |
| |

## Parcours
Contrairement aux éditions précédentes, en 2021 la course se déroule intégralement en circuit autour de Fauquemont. Les trois côtes empruntées sont : le Geulhemmerberg, le Bemelerberg et le Cauberg.
| Num | Nom              | Longueur (m) | Pente moyenne |
| --- | ---------------- | ------------ | ------------- |
| 1   | Geulhemmerberg   | 1 000        | 5,8 %         |
| 2   | Bemelerberg (nl) | 1 200        | 4 %           |
| 3   | Cauberg          | 1 500        | 7 %           |

## Favorites

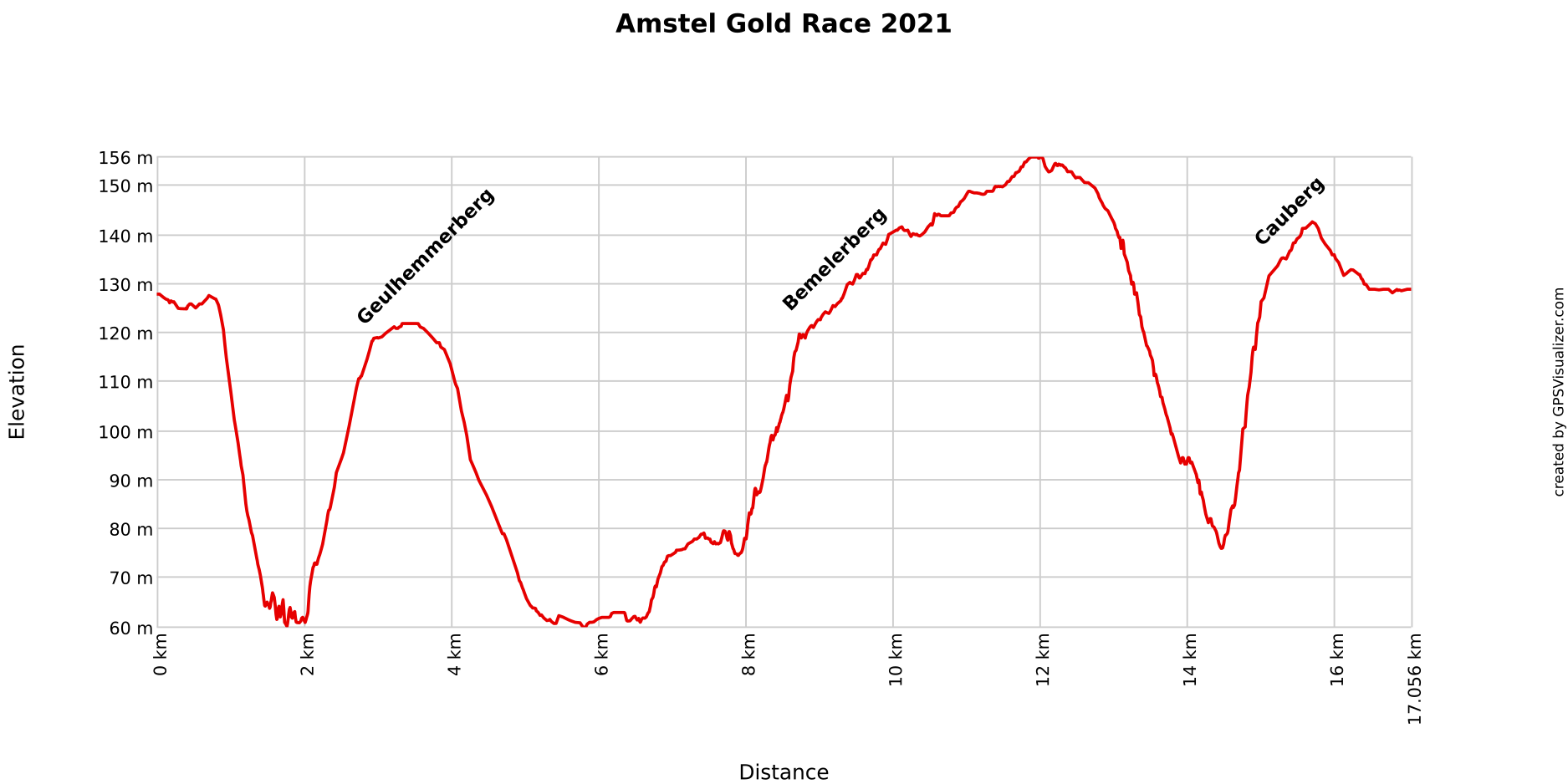
Profil du circuit

La vainqueur sortante Katarzyna Niewiadoma fait partie des favorites. Elisa Longo Borghini, leader du World Tour, a démontré une bonne forme depuis le début de la saison et est une bonne puncheuse. La formation SD Worx vient avec plusieurs favorites. Demi Vollering a montré à la Flèche brabançonne être en excellente condition. La championne du monde Anna van der Breggen ou Chantal Blaak peuvent également briller. Les outsiders sont : Amanda Spratt et Emilia Fahlin.

## Récit de la course

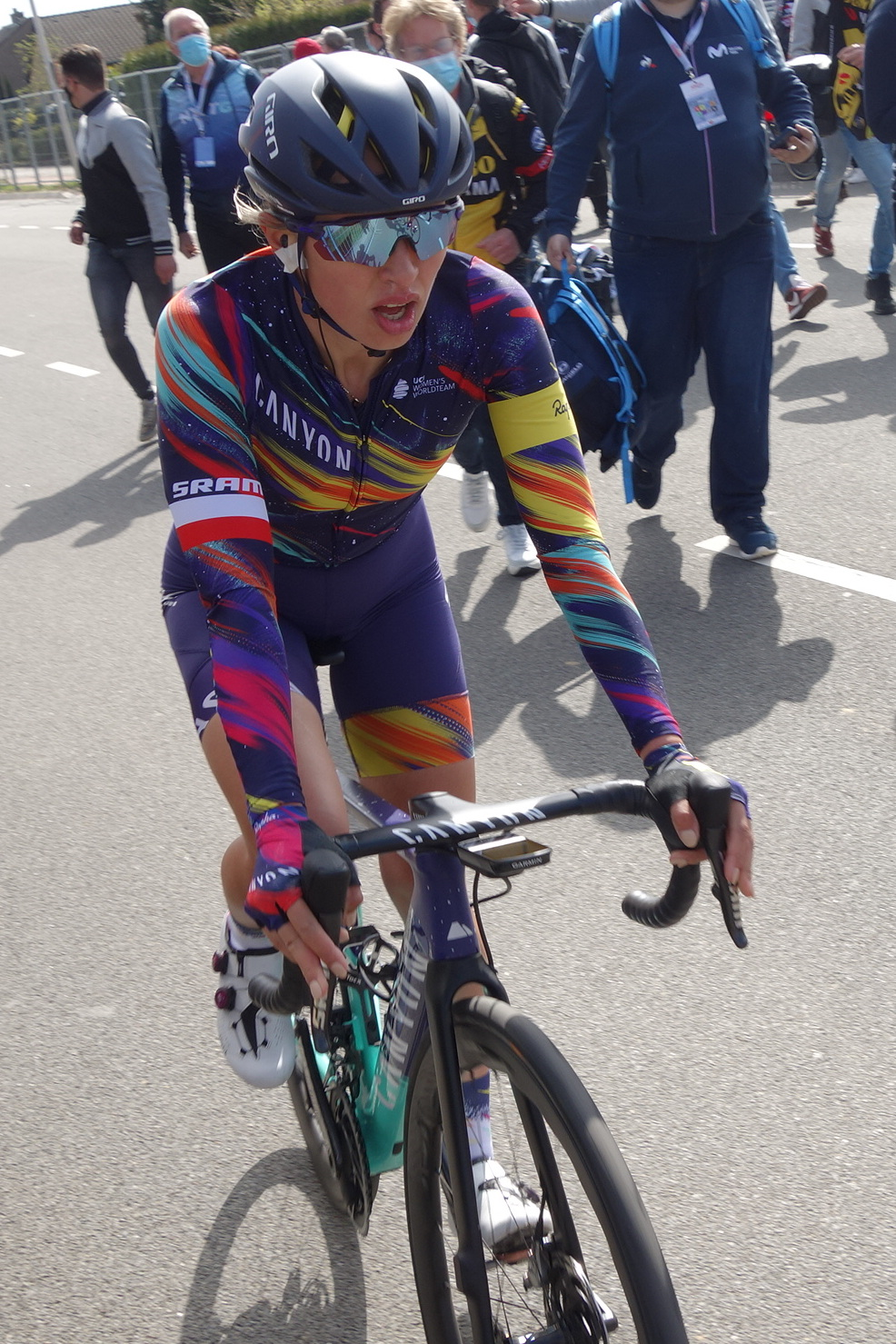
Katarzyna Niewiadoma, ici après l'arrivée, mène l'ultime ascension du Cauberg

La première échappée est provoquée par Quinty Ton et Kathrin Hammes. Elles sont reprises dans le second tour par un groupe relativement nombreux. Anna van der Breggen et Grace Brown reviennent sur ce groupe, tandis qu'Annemiek van Vleuten et Cecilie Uttrup Ludwig sont piégées à l'arrière. Le peloton se regroupe néanmoins. Dans le quatrième tour, Lucy Kennedy, Elise Chabbey, Marta Bastianelli et Tayler Wiles sortent. Annemiek van Vleuten les reprend dans le Cauberg. De nombreuses tentatives d'échappée ont lieu mais sans succès. À trente-six kilomètres de l'arrivée, Pauliena Rooijakkers attaque dans le Cauberg. Elle est contrée par Annemiek van Vleuten, la plupart des favorites réagissent cependant et la reprennent. Anna van der Breggen est absente de ce groupe. Après le Bemelerberg, Rooijakkers et Brown se retrouvent échappées en tête. Leur avance se maintient autour de vingt seconde. Dans le Cauberg, Ashleigh Moolman mène le train derrière. Dans la descente menant au Geulhemmerberg, Pauliena Rooijakkers freine dans un virage et perd une dizaine de mètres sur Grace Brown. Elle ne revient pas. Grace Brown est finalement reprise dans l'ascension finale du Cauberg. Annemiek van Vleuten accélère violemment à son pied. Elle est suivie par Katarzyna Niewiadoma, Marianne Vos et Demi Vollering. Van Vleuten ralentit néanmoins, tandis qu'Elisa Longo Borghini revient progressivement de l'arrière. Katarzyna Niewiadoma accélère de nouveau et seule Longo Borghini parvient à la suivre. Peu après le sommet, cette dernière attaque, mais Niewiadoma arrive à revenir. Les deux coureuses se regardent, ce qui permet au groupe de poursuivantes de revenir. Longo Borghini lance le sprint, mais Marianne Vos se montre nettement la plus rapide. Demi Vollering qui termine son sprint en boulet de canon, prend la deuxième place.

## Classements

### Classement final
| \| Classement général \| Classement général \| Classement général \| Classement général \| Classement général \| \| Coureuse \| Coureuse \| Pays \| Équipe \| Temps \| \| ------------------ \| --------------------- \| ------------------ \| ---------------------------------- \| ------------------ \| \| 1re \| Marianne Vos \| Pays-Bas \| Jumbo-Visma Women Team \| 3 h 00 min 20 s \| \| 2e \| Demi Vollering \| Pays-Bas \| SD Worx \| + 0 s \| \| 3e \| Annemiek van Vleuten \| Pays-Bas \| Movistar Team \| + 0 s \| \| 4e \| Amanda Spratt \| Australie \| Team BikeExchange \| + 0 s \| \| 5e \| Soraya Paladin \| Italie \| Liv Racing \| + 0 s \| \| 6e \| Mavi García \| Espagne \| Alé BTC Ljubljana \| + 0 s \| \| 7e \| Cecilie Uttrup Ludwig \| Danemark \| FDJ-Nouvelle Aquitaine-Futuroscope \| + 1 s \| \| 8e \| Elisa Longo Borghini \| Italie \| Trek-Segafredo \| + 1 s \| \| 9e \| Ashleigh Moolman \| Afrique du Sud \| SD Worx \| + 1 s \| \| 10e \| Katarzyna Niewiadoma \| Pologne \| Canyon-SRAM Racing \| + 2 s \| |                       |                |                                    |                 |
| |                       |                |                                    |                 |
| Sources : ProCyclingStats Cycling Quotient |                       |                |                                    |                 |
| Classement général |                       |                |                                    |                 |
| Coureuse | Coureuse              | Pays           | Équipe                             | Temps           |
| 1re | Marianne Vos          | Pays-Bas       | Jumbo-Visma Women Team             | 3 h 00 min 20 s |
| 2e | Demi Vollering        | Pays-Bas       | SD Worx                            | + 0 s           |
| 3e | Annemiek van Vleuten  | Pays-Bas       | Movistar Team                      | + 0 s           |
| 4e | Amanda Spratt         | Australie      | Team BikeExchange                  | + 0 s           |
| 5e | Soraya Paladin        | Italie         | Liv Racing                         | + 0 s           |
| 6e | Mavi García           | Espagne        | Alé BTC Ljubljana                  | + 0 s           |
| 7e | Cecilie Uttrup Ludwig | Danemark       | FDJ-Nouvelle Aquitaine-Futuroscope | + 1 s           |
| 8e | Elisa Longo Borghini  | Italie         | Trek-Segafredo                     | + 1 s           |
| 9e | Ashleigh Moolman      | Afrique du Sud | SD Worx                            | + 1 s           |
| 10e | Katarzyna Niewiadoma  | Pologne        | Canyon-SRAM Racing                 | + 2 s           |

### UCI World Tour

#### Points attribués
| Position           | 1er | 2e  | 3e  | 4e  | 5e  | 6e  | 7e  | 8e  | 9e | 10e | 11e | 12e | 13e | 14e | 15e | 16e à 20e | 21e à 30e | 31e à 40e |
| Classement général | 400 | 320 | 260 | 220 | 180 | 140 | 120 | 100 | 80 | 68  | 56  | 48  | 40  | 32  | 28  | 24        | 16        | 8         |

| Classement par points | Classement par points       | Classement par points | Classement par points              | Classement par points |
| Coureuse              | Coureuse                    | Pays                  | Équipe                             | Points                |
| --------------------- | --------------------------- | --------------------- | ---------------------------------- | --------------------- |
| 1re                   | Marianne Vos                | Pays-Bas              | Jumbo-Visma Women Team             | 1288 pts              |
| 2e                    | Elisa Longo Borghini        | Italie                | Trek-Segafredo                     | 1048 pts              |
| 3e                    | Annemiek van Vleuten        | Pays-Bas              | Movistar Team                      | 880 pts               |
| 4e                    | Grace Brown                 | Australie             | Team BikeExchange                  | 700 pts               |
| 5e                    | Cecilie Uttrup Ludwig       | Danemark              | FDJ-Nouvelle Aquitaine-Futuroscope | 688 pts               |
| 6e                    | Demi Vollering              | Pays-Bas              | SD Worx                            | 640 pts               |
| 7e                    | Lisa Brennauer              | Allemagne             | Ceratizit-WNT Pro Cycling          | 604 pts               |
| 8e                    | Lotte Kopecky               | Belgique              | Liv Racing                         | 604 pts               |
| 9e                    | Elisa Balsamo               | Italie                | Valcar-Travel & Service            | 548 pts               |
| 10e                   | Chantal van den Broek-Blaak | Pays-Bas              | SD Worx                            | 432 pts               |

| Classement par points | Classement par points       | Classement par points | Classement par points              | Classement par points |
| Coureuse              | Coureuse                    | Pays                  | Équipe                             | Points                |
| --------------------- | --------------------------- | --------------------- | ---------------------------------- | --------------------- |
| 1re                   | Marianne Vos                | Pays-Bas              | Jumbo-Visma Women Team             | 1288 pts              |
| 2e                    | Elisa Longo Borghini        | Italie                | Trek-Segafredo                     | 1048 pts              |
| 3e                    | Annemiek van Vleuten        | Pays-Bas              | Movistar Team                      | 880 pts               |
| 4e                    | Grace Brown                 | Australie             | Team BikeExchange                  | 700 pts               |
| 5e                    | Cecilie Uttrup Ludwig       | Danemark              | FDJ-Nouvelle Aquitaine-Futuroscope | 688 pts               |
| 6e                    | Demi Vollering              | Pays-Bas              | SD Worx                            | 640 pts               |
| 7e                    | Lisa Brennauer              | Allemagne             | Ceratizit-WNT Pro Cycling          | 604 pts               |
| 8e                    | Lotte Kopecky               | Belgique              | Liv Racing                         | 604 pts               |
| 9e                    | Elisa Balsamo               | Italie                | Valcar-Travel & Service            | 548 pts               |
| 10e                   | Chantal van den Broek-Blaak | Pays-Bas              | SD Worx                            | 432 pts               |

| Classement du meilleur jeune | Classement du meilleur jeune | Classement du meilleur jeune | Classement du meilleur jeune       | Classement du meilleur jeune |
| Coureuse                     | Coureuse                     | Pays                         | Équipe                             | Points                       |
| ---------------------------- | ---------------------------- | ---------------------------- | ---------------------------------- | ---------------------------- |
| 1re                          | Emma Norsgaard               | Danemark                     | Movistar Team                      | 14 pts                       |
| 2e                           | Maria Novolodskaya           | Russie                       | A.R. Monex Women's                 | 8 pts                        |
| 3e                           | Mischa Bredewold             | Pays-Bas                     | Parkhotel Valkenburg               | 6 pts                        |
| 4e                           | Sarah Gigante                | Australie                    | Tibco-Silicon Valley Bank          | 6 pts                        |
| 5e                           | Évita Muzic                  | France                       | FDJ-Nouvelle Aquitaine-Futuroscope | 6 pts                        |
| 6e                           | Vittoria Guazzini            | Italie                       | Valcar-Travel & Service            | 6 pts                        |
| 7e                           | Franziska Koch               | Allemagne                    | Team DSM                           | 4 pts                        |
| 8e                           | Lorena Wiebes                | Pays-Bas                     | Team DSM                           | 4 pts                        |
| 9e                           | Julia van Bokhoven           | Pays-Bas                     | Parkhotel Valkenburg               | 4 pts                        |
| 10e                          | Mylène de Zoete              | Pays-Bas                     | NXTG Racing                        | 2 pts                        |

| Classement du meilleur jeune | Classement du meilleur jeune | Classement du meilleur jeune | Classement du meilleur jeune       | Classement du meilleur jeune |
| Coureuse                     | Coureuse                     | Pays                         | Équipe                             | Points                       |
| ---------------------------- | ---------------------------- | ---------------------------- | ---------------------------------- | ---------------------------- |
| 1re                          | Emma Norsgaard               | Danemark                     | Movistar Team                      | 14 pts                       |
| 2e                           | Maria Novolodskaya           | Russie                       | A.R. Monex Women's                 | 8 pts                        |
| 3e                           | Mischa Bredewold             | Pays-Bas                     | Parkhotel Valkenburg               | 6 pts                        |
| 4e                           | Sarah Gigante                | Australie                    | Tibco-Silicon Valley Bank          | 6 pts                        |
| 5e                           | Évita Muzic                  | France                       | FDJ-Nouvelle Aquitaine-Futuroscope | 6 pts                        |
| 6e                           | Vittoria Guazzini            | Italie                       | Valcar-Travel & Service            | 6 pts                        |
| 7e                           | Franziska Koch               | Allemagne                    | Team DSM                           | 4 pts                        |
| 8e                           | Lorena Wiebes                | Pays-Bas                     | Team DSM                           | 4 pts                        |
| 9e                           | Julia van Bokhoven           | Pays-Bas                     | Parkhotel Valkenburg               | 4 pts                        |
| 10e                          | Mylène de Zoete              | Pays-Bas                     | NXTG Racing                        | 2 pts                        |

| Classement par équipes aux points | Classement par équipes aux points  | Classement par équipes aux points | Classement par équipes aux points |
| Équipe                            | Équipe                             | Pays                              | Points                            |
| --------------------------------- | ---------------------------------- | --------------------------------- | --------------------------------- |
| 1re                               | SD Worx                            | Pays-Bas                          | 2216 pts                          |
| 2e                                | Movistar Team                      | Espagne                           | 1592 pts                          |
| 3e                                | Trek-Segafredo                     | États-Unis                        | 1516 pts                          |
| 4e                                | Jumbo-Visma                        | Pays-Bas                          | 1408 pts                          |
| 5e                                | Liv Racing                         | Pays-Bas                          | 1268 pts                          |
| 6e                                | FDJ-Nouvelle Aquitaine-Futuroscope | France                            | 1236 pts                          |
| 7e                                | Team BikeExchange                  | Australie                         | 1156 pts                          |
| 8e                                | Ceratizit-WNT Pro Cycling          | Allemagne                         | 964 pts                           |
| 9e                                | Alé BTC Ljubljana                  | Italie                            | 764 pts                           |
| 10e                               | Canyon-SRAM Racing                 | Allemagne                         | 680 pts                           |

| Classement par équipes aux points | Classement par équipes aux points  | Classement par équipes aux points | Classement par équipes aux points |
| Équipe                            | Équipe                             | Pays                              | Points                            |
| --------------------------------- | ---------------------------------- | --------------------------------- | --------------------------------- |
| 1re                               | SD Worx                            | Pays-Bas                          | 2216 pts                          |
| 2e                                | Movistar Team                      | Espagne                           | 1592 pts                          |
| 3e                                | Trek-Segafredo                     | États-Unis                        | 1516 pts                          |
| 4e                                | Jumbo-Visma                        | Pays-Bas                          | 1408 pts                          |
| 5e                                | Liv Racing                         | Pays-Bas                          | 1268 pts                          |
| 6e                                | FDJ-Nouvelle Aquitaine-Futuroscope | France                            | 1236 pts                          |
| 7e                                | Team BikeExchange                  | Australie                         | 1156 pts                          |
| 8e                                | Ceratizit-WNT Pro Cycling          | Allemagne                         | 964 pts                           |
| 9e                                | Alé BTC Ljubljana                  | Italie                            | 764 pts                           |
| 10e                               | Canyon-SRAM Racing                 | Allemagne                         | 680 pts                           |

## Liste des participants
| Légende | Légende                                                                    | Légende | Légende                                                    |
| ------- | -------------------------------------------------------------------------- | ------- | ---------------------------------------------------------- |
| Num     | Dossard de départ porté par le coureur sur cette Amstel Gold Race          | Pos     | Position à l'arrivée de la course                          |
|         | Indique un maillot de champion national ou mondial, suivi de sa spécialité | NP      | Indique un coureur qui n'a pas pris le départ de la course |
| AB      | Indique un coureur qui n'a pas terminé la course                           | HD      | Indique un coureur qui a terminé la course hors des délais |

| Canyon-SRAM Racing CSR | Canyon-SRAM Racing CSR      | Canyon-SRAM Racing CSR |
| ---------------------- | --------------------------- | ---------------------- |
| Num                    | Coureuse                    | Pos                    |
| 1                      | Katarzyna Niewiadoma (POL)  | 10e                    |
| 2                      | Tiffany Cromwell (AUS)      | 24e                    |
| 3                      | Alena Amialiusik (BLR)      | 48e                    |
| 4                      | Alexis Magner (USA)         | AB                     |
| 5                      | Elise Chabbey (SUI) (route) | 33e                    |
| 6                      | Mikayla Harvey (NZL)        | 47e                    |

| SD Worx SDW | SD Worx SDW                        | SD Worx SDW |
| ----------- | ---------------------------------- | ----------- |
| Num         | Coureuse                           | Pos         |
| 11          | Anna van der Breggen (NED) (route) | 53e         |
| 12          | Demi Vollering (NED)               | 2e          |
| 13          | Chantal van den Broek-Blaak (NED)  | 52e         |
| 14          | Anna Shackley (GBR)                | 17e         |
| 15          | Ashleigh Moolman (RSA)             | 9e          |
| 16          | Niamh Fisher-Black (NZL)           | 12e         |

| Team DSM DSM | Team DSM DSM           | Team DSM DSM |
| ------------ | ---------------------- | ------------ |
| Num          | Coureuse               | Pos          |
| 21           | Floortje Mackaij (NED) | 29e          |
| 22           | Lorena Wiebes (NED)    | AB           |
| 23           | Coryn Rivera (USA)     | 26e          |
| 24           | Leah Kirchmann (CAN)   | 50e          |
| 25           | Franziska Koch (GER)   | 72e          |
| 26           | Juliette Labous (FRA)  | 16e          |

| Trek-Segafredo TFS | Trek-Segafredo TFS                 | Trek-Segafredo TFS |
| ------------------ | ---------------------------------- | ------------------ |
| Num                | Coureuse                           | Pos                |
| 31                 | Elisa Longo Borghini (ITA) (route) | 8e                 |
| 32                 | Lucinda Brand (NED)                | 23e                |
| 33                 | Tayler Wiles (USA)                 | 45e                |
| 34                 | Audrey Cordon-Ragot (FRA) (route)  | AB                 |
| 35                 | Lauretta Hanson (AUS)              | 31e                |
| 36                 | Ruth Edwards (USA)                 | 20e                |

| Movistar Team MOV | Movistar Team MOV                  | Movistar Team MOV |
| ----------------- | ---------------------------------- | ----------------- |
| Num               | Coureuse                           | Pos               |
| 41                | Annemiek van Vleuten (NED) (route) | 3e                |
| 42                | Leah Thomas (USA)                  | 21e               |
| 43                | Katrine Aalerud (NOR)              | 11e               |
| 44                | Paula Patiño (COL)                 | 71e               |
| 45                | Jelena Erić (SRB)                  | 54e               |
| 46                | Sara Martín (ESP)                  | 32e               |

| Liv Racing LIV | Liv Racing LIV             | Liv Racing LIV |
| -------------- | -------------------------- | -------------- |
| Num            | Coureuse                   | Pos            |
| 51             | Sabrina Stultiens (NED)    | 41e            |
| 52             | Alison Jackson (CAN)       | 55e            |
| 53             | Jeanne Korevaar (NED)      | 37e            |
| 54             | Soraya Paladin (ITA)       | 5e             |
| 55             | Pauliena Rooijakkers (NED) | 22e            |
| 56             | Valerie Demey (BEL)        | 64e            |

| Team BikeExchange BEX | Team BikeExchange BEX          | Team BikeExchange BEX |
| --------------------- | ------------------------------ | --------------------- |
| Num                   | Coureuse                       | Pos                   |
| 61                    | Amanda Spratt (AUS)            | 4e                    |
| 62                    | Grace Brown (AUS)              | 19e                   |
| 63                    | Janneke Ensing (NED)           | 70e                   |
| 64                    | Lucy Kennedy (AUS)             | 18e                   |
| 65                    | Ane Santesteban (ESP)          | 36e                   |
| 66                    | Georgia Williams (NZL) (route) | 75e                   |

| FDJ-Nouvelle Aquitaine-Futuroscope FDJ | FDJ-Nouvelle Aquitaine-Futuroscope FDJ | FDJ-Nouvelle Aquitaine-Futuroscope FDJ |
| -------------------------------------- | -------------------------------------- | -------------------------------------- |
| Num                                    | Coureuse                               | Pos                                    |
| 71                                     | Cecilie Uttrup Ludwig (DEN)            | 7e                                     |
| 72                                     | Marta Cavalli (ITA)                    | 83e                                    |
| 73                                     | Stine Borgli (NOR)                     | 61e                                    |
| 74                                     | Brodie Chapman (AUS)                   | 44e                                    |
| 75                                     | Emilia Fahlin (SWE)                    | 59e                                    |
| 76                                     | Évita Muzic (FRA)                      | 78e                                    |

| Alé BTC Ljubljana ALE | Alé BTC Ljubljana ALE     | Alé BTC Ljubljana ALE |
| --------------------- | ------------------------- | --------------------- |
| Num                   | Coureuse                  | Pos                   |
| 81                    | Marta Bastianelli (ITA)   | 35e                   |
| 82                    | Tatiana Guderzo (ITA)     | 81e                   |
| 83                    | Anastasia Chursina (RUS)  | 73e                   |
| 84                    | Mavi García (ESP) (route) | 6e                    |
| 85                    | Marlen Reusser (SUI)      | 30e                   |
| 86                    | Alessia Patuelli (ITA)    | AB                    |

| Jumbo-Visma Women Team TJV | Jumbo-Visma Women Team TJV | Jumbo-Visma Women Team TJV |
| -------------------------- | -------------------------- | -------------------------- |
| Num                        | Coureuse                   | Pos                        |
| 91                         | Marianne Vos (NED)         | 1re                        |
| 92                         | Karlijn Swinkels (NED)     | 66e                        |
| 93                         | Anouska Koster (NED)       | 28e                        |
| 94                         | Riejanne Markus (NED)      | 67e                        |
| 95                         | Julie Van de Velde (BEL)   | 76e                        |
| 96                         | Teuntje Beekhuis (NED)     | 39e                        |

| Parkhotel Valkenburg PHV | Parkhotel Valkenburg PHV | Parkhotel Valkenburg PHV |
| ------------------------ | ------------------------ | ------------------------ |
| Num                      | Coureuse                 | Pos                      |
| 101                      | Belle De Gast (NED)      | AB                       |
| 102                      | Nina Buysman (NED)       | 74e                      |
| 103                      | Mischa Bredewold (NED)   | 56e                      |
| 104                      | Pien Limpens (NED)       | AB                       |
| 105                      | Julia van Bokhoven (NED) | 25e                      |
| 106                      | Marit Raaijmakers (NED)  | 69e                      |

| Lotto Soudal Ladies LSL | Lotto Soudal Ladies LSL  | Lotto Soudal Ladies LSL |
| ----------------------- | ------------------------ | ----------------------- |
| Num                     | Coureuse                 | Pos                     |
| 111                     | Lone Meertens (BEL)      | AB                      |
| 112                     | Hanna Nilsson (SWE)      | 68e                     |
| 113                     | Abby-Mae Parkinson (GBR) | 62e                     |
| 114                     | Anna Plichta (POL)       | AB                      |
| 115                     | Alana Castrique (BEL)    | AB                      |
| 116                     | Elise vander Sande (BEL) | AB                      |

| GT Krush Tunap BPC | GT Krush Tunap BPC    | GT Krush Tunap BPC |
| ------------------ | --------------------- | ------------------ |
| Num                | Coureuse              | Pos                |
| 121                | Marissa Baks (NED)    | AB                 |
| 122                | Inez Beijer (NED)     | AB                 |
| 123                | Nienke Wasmus (NED)   | AB                 |
| 124                | Nathalie Eklund (SWE) | 60e                |
| 125                | Clara Lundmark (SWE)  | AB                 |
| 126                | Quinty Ton (NED)      | 43e                |

| Doltcini-Van Eyck-Proximus DVE | Doltcini-Van Eyck-Proximus DVE | Doltcini-Van Eyck-Proximus DVE |
| ------------------------------ | ------------------------------ | ------------------------------ |
| Num                            | Coureuse                       | Pos                            |
| 131                            | Minke Bakker (NED)             | AB                             |
| 132                            | Olha Kulynych (UKR)            | AB                             |
| 133                            | Amber Aernouts (NED)           | AB                             |
| 134                            | Noa Jansen (NED)               | AB                             |
| 135                            | Barbara Sniezynska (POL)       | AB                             |
| 136                            | Bryony van Velzen (NED)        | AB                             |

| NXTG Racing NXG | NXTG Racing NXG            | NXTG Racing NXG |
| --------------- | -------------------------- | --------------- |
| Num             | Coureuse                   | Pos             |
| 141             | Rozemarijn Ammerlaan (NED) | AB              |
| 142             | Julia Borgström (SWE)      | AB              |
| 143             | Ilse Pluimers (NED)        | AB              |
| 145             | Amelia Sharpe (GBR)        | 40e             |
| 146             | Catalina Soto (CHI)        | AB              |

| Multum Accountants MUL | Multum Accountants MUL     | Multum Accountants MUL |
| ---------------------- | -------------------------- | ---------------------- |
| Num                    | Coureuse                   | Pos                    |
| 151                    | Marijke de Smedt (BEL)     | AB                     |
| 152                    | Megan Panton (GBR)         | AB                     |
| 153                    | Ann-Sophie Duyck (BEL)     | AB                     |
| 154                    | Rosalie Van der Wolf (NED) | AB                     |
| 155                    | Céline van Houtum (NED)    | AB                     |
| 156                    | Kylie Waterreus (NED)      | AB                     |

| Cams Basso CAT | Cams Basso CAT        | Cams Basso CAT |
| -------------- | --------------------- | -------------- |
| Num            | Coureuse              | Pos            |
| 161            | Jessica Finney (GBR)  | AB             |
| 162            | Jennifer Powell (GBR) | AB             |
| 163            | Katie Scott (GBR)     | AB             |
| 164            | Hayley Simmonds (GBR) | AB             |
| 165            | Jo Tindley (GBR)      | AB             |
| 166            | Emma Edwards (USA)    | AB             |

| Bingoal-Chevalmeire CCT | Bingoal-Chevalmeire CCT | Bingoal-Chevalmeire CCT |
| ----------------------- | ----------------------- | ----------------------- |
| Num                     | Coureuse                | Pos                     |
| 171                     | Demi de Jong (NED)      | AB                      |
| 172                     | Thalita de Jong (NED)   | 38e                     |
| 173                     | Justine Ghekiere (BEL)  | AB                      |
| 175                     | Natalie van Gogh (NED)  | AB                      |
| 176                     | Rozanne Slik (NED)      | AB                      |

| Ceratizit-WNT Pro Cycling WNT | Ceratizit-WNT Pro Cycling WNT | Ceratizit-WNT Pro Cycling WNT |
| ----------------------------- | ----------------------------- | ----------------------------- |
| Num                           | Coureuse                      | Pos                           |
| 181                           | Laura Asencio (FRA)           | AB                            |
| 182                           | Julie Norman Leth (DEN)       | AB                            |
| 183                           | Kathrin Hammes (GER)          | 42e                           |
| 184                           | Marta Lach (POL) (route)      | 27e                           |
| 185                           | Erica Magnaldi (ITA)          | 14e                           |
| 186                           | Lara Vieceli (ITA)            | 65e                           |

| Tibco-Silicon Valley Bank TIB | Tibco-Silicon Valley Bank TIB | Tibco-Silicon Valley Bank TIB |
| ----------------------------- | ----------------------------- | ----------------------------- |
| Num                           | Coureuse                      | Pos                           |
| 191                           | Lauren Stephens (USA)         | 57e                           |
| 192                           | Nina Kessler (NED)            | AB                            |
| 193                           | Kristen Faulkner (USA)        | 15e                           |
| 194                           | Sarah Gigante (AUS)           | 79e                           |
| 195                           | Emily Newsom (USA)            | AB                            |
| 196                           | Eri Yonamine (JPN)            | AB                            |

| Valcar-Travel & Service VAL | Valcar-Travel & Service VAL | Valcar-Travel & Service VAL |
| --------------------------- | --------------------------- | --------------------------- |
| Num                         | Coureuse                    | Pos                         |
| 201                         | Elisa Balsamo (ITA)         | 49e                         |
| 202                         | Alice Maria Arzuffi (ITA)   | AB                          |
| 203                         | Barbara Malcotti (ITA)      | 82e                         |
| 204                         | Vittoria Guazzini (ITA)     | 80e                         |
| 205                         | Federica Piergiovanni (ITA) | 51e                         |
| 206                         | Silvia Pollicini (ITA)      | AB                          |

| A.R. Monex Women's ASA | A.R. Monex Women's ASA        | A.R. Monex Women's ASA |
| ---------------------- | ----------------------------- | ---------------------- |
| Num                    | Coureuse                      | Pos                    |
| 211                    | Eider Merino (ESP)            | 77e                    |
| 212                    | Lizbeth Salazar (MEX)         | 58e                    |
| 213                    | Maria Novolodskaya (RUS)      | 13e                    |
| 214                    | Katia Ragusa (ITA)            | 34e                    |
| 215                    | Arlenis Sierra (CUB)          | 46e                    |
| 216                    | Maria Vittoria Sperotto (ITA) | AB                     |

| Andy Schleck-CP NVST-Immo Losch ASC | Andy Schleck-CP NVST-Immo Losch ASC | Andy Schleck-CP NVST-Immo Losch ASC |
| ----------------------------------- | ----------------------------------- | ----------------------------------- |
| Num                                 | Coureuse                            | Pos                                 |
| 221                                 | Stella Nightingale (NZL)            | AB                                  |
| 222                                 | Georgia Danford (AUS)               | AB                                  |
| 223                                 | Rylee McMullen (NZL)                | AB                                  |
| 224                                 | Lisa Müllenberg (NED)               | AB                                  |
| 225                                 | Carolin Schiff (GER)                | AB                                  |
| 226                                 | Mie Bjørndal Ottestad (NOR) (route) | 63e                                 |

| Cogeas-Mettler-Look Pro Cycling Team CGS | Cogeas-Mettler-Look Pro Cycling Team CGS | Cogeas-Mettler-Look Pro Cycling Team CGS |
| ---------------------------------------- | ---------------------------------------- | ---------------------------------------- |
| Num                                      | Coureuse                                 | Pos                                      |
| 231                                      | Hannah Buch (GER)                        | AB                                       |
| 232                                      | Olga Zabelinskaïa (UZB)                  | AB                                       |
| 233                                      | Iuliia Galimullina (RUS)                 | AB                                       |
| 234                                      | Aigul Gareeva (RUS)                      | AB                                       |
| 235                                      | Petra Stiasny (SUI)                      | AB                                       |
| 236                                      | Thalea Mäder (GER)                       | AB                                       |

| Canyon-SRAM Racing CSR | Canyon-SRAM Racing CSR      | Canyon-SRAM Racing CSR |
| ---------------------- | --------------------------- | ---------------------- |
| Num                    | Coureuse                    | Pos                    |
| 1                      | Katarzyna Niewiadoma (POL)  | 10e                    |
| 2                      | Tiffany Cromwell (AUS)      | 24e                    |
| 3                      | Alena Amialiusik (BLR)      | 48e                    |
| 4                      | Alexis Magner (USA)         | AB                     |
| 5                      | Elise Chabbey (SUI) (route) | 33e                    |
| 6                      | Mikayla Harvey (NZL)        | 47e                    |

| SD Worx SDW | SD Worx SDW                        | SD Worx SDW |
| ----------- | ---------------------------------- | ----------- |
| Num         | Coureuse                           | Pos         |
| 11          | Anna van der Breggen (NED) (route) | 53e         |
| 12          | Demi Vollering (NED)               | 2e          |
| 13          | Chantal van den Broek-Blaak (NED)  | 52e         |
| 14          | Anna Shackley (GBR)                | 17e         |
| 15          | Ashleigh Moolman (RSA)             | 9e          |
| 16          | Niamh Fisher-Black (NZL)           | 12e         |

| Team DSM DSM | Team DSM DSM           | Team DSM DSM |
| ------------ | ---------------------- | ------------ |
| Num          | Coureuse               | Pos          |
| 21           | Floortje Mackaij (NED) | 29e          |
| 22           | Lorena Wiebes (NED)    | AB           |
| 23           | Coryn Rivera (USA)     | 26e          |
| 24           | Leah Kirchmann (CAN)   | 50e          |
| 25           | Franziska Koch (GER)   | 72e          |
| 26           | Juliette Labous (FRA)  | 16e          |

| Trek-Segafredo TFS | Trek-Segafredo TFS                 | Trek-Segafredo TFS |
| ------------------ | ---------------------------------- | ------------------ |
| Num                | Coureuse                           | Pos                |
| 31                 | Elisa Longo Borghini (ITA) (route) | 8e                 |
| 32                 | Lucinda Brand (NED)                | 23e                |
| 33                 | Tayler Wiles (USA)                 | 45e                |
| 34                 | Audrey Cordon-Ragot (FRA) (route)  | AB                 |
| 35                 | Lauretta Hanson (AUS)              | 31e                |
| 36                 | Ruth Edwards (USA)                 | 20e                |

| Movistar Team MOV | Movistar Team MOV                  | Movistar Team MOV |
| ----------------- | ---------------------------------- | ----------------- |
| Num               | Coureuse                           | Pos               |
| 41                | Annemiek van Vleuten (NED) (route) | 3e                |
| 42                | Leah Thomas (USA)                  | 21e               |
| 43                | Katrine Aalerud (NOR)              | 11e               |
| 44                | Paula Patiño (COL)                 | 71e               |
| 45                | Jelena Erić (SRB)                  | 54e               |
| 46                | Sara Martín (ESP)                  | 32e               |

| Liv Racing LIV | Liv Racing LIV             | Liv Racing LIV |
| -------------- | -------------------------- | -------------- |
| Num            | Coureuse                   | Pos            |
| 51             | Sabrina Stultiens (NED)    | 41e            |
| 52             | Alison Jackson (CAN)       | 55e            |
| 53             | Jeanne Korevaar (NED)      | 37e            |
| 54             | Soraya Paladin (ITA)       | 5e             |
| 55             | Pauliena Rooijakkers (NED) | 22e            |
| 56             | Valerie Demey (BEL)        | 64e            |

| Team BikeExchange BEX | Team BikeExchange BEX          | Team BikeExchange BEX |
| --------------------- | ------------------------------ | --------------------- |
| Num                   | Coureuse                       | Pos                   |
| 61                    | Amanda Spratt (AUS)            | 4e                    |
| 62                    | Grace Brown (AUS)              | 19e                   |
| 63                    | Janneke Ensing (NED)           | 70e                   |
| 64                    | Lucy Kennedy (AUS)             | 18e                   |
| 65                    | Ane Santesteban (ESP)          | 36e                   |
| 66                    | Georgia Williams (NZL) (route) | 75e                   |

| FDJ-Nouvelle Aquitaine-Futuroscope FDJ | FDJ-Nouvelle Aquitaine-Futuroscope FDJ | FDJ-Nouvelle Aquitaine-Futuroscope FDJ |
| -------------------------------------- | -------------------------------------- | -------------------------------------- |
| Num                                    | Coureuse                               | Pos                                    |
| 71                                     | Cecilie Uttrup Ludwig (DEN)            | 7e                                     |
| 72                                     | Marta Cavalli (ITA)                    | 83e                                    |
| 73                                     | Stine Borgli (NOR)                     | 61e                                    |
| 74                                     | Brodie Chapman (AUS)                   | 44e                                    |
| 75                                     | Emilia Fahlin (SWE)                    | 59e                                    |
| 76                                     | Évita Muzic (FRA)                      | 78e                                    |

| Alé BTC Ljubljana ALE | Alé BTC Ljubljana ALE     | Alé BTC Ljubljana ALE |
| --------------------- | ------------------------- | --------------------- |
| Num                   | Coureuse                  | Pos                   |
| 81                    | Marta Bastianelli (ITA)   | 35e                   |
| 82                    | Tatiana Guderzo (ITA)     | 81e                   |
| 83                    | Anastasia Chursina (RUS)  | 73e                   |
| 84                    | Mavi García (ESP) (route) | 6e                    |
| 85                    | Marlen Reusser (SUI)      | 30e                   |
| 86                    | Alessia Patuelli (ITA)    | AB                    |

| Jumbo-Visma Women Team TJV | Jumbo-Visma Women Team TJV | Jumbo-Visma Women Team TJV |
| -------------------------- | -------------------------- | -------------------------- |
| Num                        | Coureuse                   | Pos                        |
| 91                         | Marianne Vos (NED)         | 1re                        |
| 92                         | Karlijn Swinkels (NED)     | 66e                        |
| 93                         | Anouska Koster (NED)       | 28e                        |
| 94                         | Riejanne Markus (NED)      | 67e                        |
| 95                         | Julie Van de Velde (BEL)   | 76e                        |
| 96                         | Teuntje Beekhuis (NED)     | 39e                        |

| Parkhotel Valkenburg PHV | Parkhotel Valkenburg PHV | Parkhotel Valkenburg PHV |
| ------------------------ | ------------------------ | ------------------------ |
| Num                      | Coureuse                 | Pos                      |
| 101                      | Belle De Gast (NED)      | AB                       |
| 102                      | Nina Buysman (NED)       | 74e                      |
| 103                      | Mischa Bredewold (NED)   | 56e                      |
| 104                      | Pien Limpens (NED)       | AB                       |
| 105                      | Julia van Bokhoven (NED) | 25e                      |
| 106                      | Marit Raaijmakers (NED)  | 69e                      |

| Lotto Soudal Ladies LSL | Lotto Soudal Ladies LSL  | Lotto Soudal Ladies LSL |
| ----------------------- | ------------------------ | ----------------------- |
| Num                     | Coureuse                 | Pos                     |
| 111                     | Lone Meertens (BEL)      | AB                      |
| 112                     | Hanna Nilsson (SWE)      | 68e                     |
| 113                     | Abby-Mae Parkinson (GBR) | 62e                     |
| 114                     | Anna Plichta (POL)       | AB                      |
| 115                     | Alana Castrique (BEL)    | AB                      |
| 116                     | Elise vander Sande (BEL) | AB                      |

| GT Krush Tunap BPC | GT Krush Tunap BPC    | GT Krush Tunap BPC |
| ------------------ | --------------------- | ------------------ |
| Num                | Coureuse              | Pos                |
| 121                | Marissa Baks (NED)    | AB                 |
| 122                | Inez Beijer (NED)     | AB                 |
| 123                | Nienke Wasmus (NED)   | AB                 |
| 124                | Nathalie Eklund (SWE) | 60e                |
| 125                | Clara Lundmark (SWE)  | AB                 |
| 126                | Quinty Ton (NED)      | 43e                |

| Doltcini-Van Eyck-Proximus DVE | Doltcini-Van Eyck-Proximus DVE | Doltcini-Van Eyck-Proximus DVE |
| ------------------------------ | ------------------------------ | ------------------------------ |
| Num                            | Coureuse                       | Pos                            |
| 131                            | Minke Bakker (NED)             | AB                             |
| 132                            | Olha Kulynych (UKR)            | AB                             |
| 133                            | Amber Aernouts (NED)           | AB                             |
| 134                            | Noa Jansen (NED)               | AB                             |
| 135                            | Barbara Sniezynska (POL)       | AB                             |
| 136                            | Bryony van Velzen (NED)        | AB                             |

| NXTG Racing NXG | NXTG Racing NXG            | NXTG Racing NXG |
| --------------- | -------------------------- | --------------- |
| Num             | Coureuse                   | Pos             |
| 141             | Rozemarijn Ammerlaan (NED) | AB              |
| 142             | Julia Borgström (SWE)      | AB              |
| 143             | Ilse Pluimers (NED)        | AB              |
| 145             | Amelia Sharpe (GBR)        | 40e             |
| 146             | Catalina Soto (CHI)        | AB              |

| Multum Accountants MUL | Multum Accountants MUL     | Multum Accountants MUL |
| ---------------------- | -------------------------- | ---------------------- |
| Num                    | Coureuse                   | Pos                    |
| 151                    | Marijke de Smedt (BEL)     | AB                     |
| 152                    | Megan Panton (GBR)         | AB                     |
| 153                    | Ann-Sophie Duyck (BEL)     | AB                     |
| 154                    | Rosalie Van der Wolf (NED) | AB                     |
| 155                    | Céline van Houtum (NED)    | AB                     |
| 156                    | Kylie Waterreus (NED)      | AB                     |

| Cams Basso CAT | Cams Basso CAT        | Cams Basso CAT |
| -------------- | --------------------- | -------------- |
| Num            | Coureuse              | Pos            |
| 161            | Jessica Finney (GBR)  | AB             |
| 162            | Jennifer Powell (GBR) | AB             |
| 163            | Katie Scott (GBR)     | AB             |
| 164            | Hayley Simmonds (GBR) | AB             |
| 165            | Jo Tindley (GBR)      | AB             |
| 166            | Emma Edwards (USA)    | AB             |

| Bingoal-Chevalmeire CCT | Bingoal-Chevalmeire CCT | Bingoal-Chevalmeire CCT |
| ----------------------- | ----------------------- | ----------------------- |
| Num                     | Coureuse                | Pos                     |
| 171                     | Demi de Jong (NED)      | AB                      |
| 172                     | Thalita de Jong (NED)   | 38e                     |
| 173                     | Justine Ghekiere (BEL)  | AB                      |
| 175                     | Natalie van Gogh (NED)  | AB                      |
| 176                     | Rozanne Slik (NED)      | AB                      |

| Ceratizit-WNT Pro Cycling WNT | Ceratizit-WNT Pro Cycling WNT | Ceratizit-WNT Pro Cycling WNT |
| ----------------------------- | ----------------------------- | ----------------------------- |
| Num                           | Coureuse                      | Pos                           |
| 181                           | Laura Asencio (FRA)           | AB                            |
| 182                           | Julie Norman Leth (DEN)       | AB                            |
| 183                           | Kathrin Hammes (GER)          | 42e                           |
| 184                           | Marta Lach (POL) (route)      | 27e                           |
| 185                           | Erica Magnaldi (ITA)          | 14e                           |
| 186                           | Lara Vieceli (ITA)            | 65e                           |

| Tibco-Silicon Valley Bank TIB | Tibco-Silicon Valley Bank TIB | Tibco-Silicon Valley Bank TIB |
| ----------------------------- | ----------------------------- | ----------------------------- |
| Num                           | Coureuse                      | Pos                           |
| 191                           | Lauren Stephens (USA)         | 57e                           |
| 192                           | Nina Kessler (NED)            | AB                            |
| 193                           | Kristen Faulkner (USA)        | 15e                           |
| 194                           | Sarah Gigante (AUS)           | 79e                           |
| 195                           | Emily Newsom (USA)            | AB                            |
| 196                           | Eri Yonamine (JPN)            | AB                            |

| Valcar-Travel & Service VAL | Valcar-Travel & Service VAL | Valcar-Travel & Service VAL |
| --------------------------- | --------------------------- | --------------------------- |
| Num                         | Coureuse                    | Pos                         |
| 201                         | Elisa Balsamo (ITA)         | 49e                         |
| 202                         | Alice Maria Arzuffi (ITA)   | AB                          |
| 203                         | Barbara Malcotti (ITA)      | 82e                         |
| 204                         | Vittoria Guazzini (ITA)     | 80e                         |
| 205                         | Federica Piergiovanni (ITA) | 51e                         |
| 206                         | Silvia Pollicini (ITA)      | AB                          |

| A.R. Monex Women's ASA | A.R. Monex Women's ASA        | A.R. Monex Women's ASA |
| ---------------------- | ----------------------------- | ---------------------- |
| Num                    | Coureuse                      | Pos                    |
| 211                    | Eider Merino (ESP)            | 77e                    |
| 212                    | Lizbeth Salazar (MEX)         | 58e                    |
| 213                    | Maria Novolodskaya (RUS)      | 13e                    |
| 214                    | Katia Ragusa (ITA)            | 34e                    |
| 215                    | Arlenis Sierra (CUB)          | 46e                    |
| 216                    | Maria Vittoria Sperotto (ITA) | AB                     |

| Andy Schleck-CP NVST-Immo Losch ASC | Andy Schleck-CP NVST-Immo Losch ASC | Andy Schleck-CP NVST-Immo Losch ASC |
| ----------------------------------- | ----------------------------------- | ----------------------------------- |
| Num                                 | Coureuse                            | Pos                                 |
| 221                                 | Stella Nightingale (NZL)            | AB                                  |
| 222                                 | Georgia Danford (AUS)               | AB                                  |
| 223                                 | Rylee McMullen (NZL)                | AB                                  |
| 224                                 | Lisa Müllenberg (NED)               | AB                                  |
| 225                                 | Carolin Schiff (GER)                | AB                                  |
| 226                                 | Mie Bjørndal Ottestad (NOR) (route) | 63e                                 |

| Cogeas-Mettler-Look Pro Cycling Team CGS | Cogeas-Mettler-Look Pro Cycling Team CGS | Cogeas-Mettler-Look Pro Cycling Team CGS |
| ---------------------------------------- | ---------------------------------------- | ---------------------------------------- |
| Num                                      | Coureuse                                 | Pos                                      |
| 231                                      | Hannah Buch (GER)                        | AB                                       |
| 232                                      | Olga Zabelinskaïa (UZB)                  | AB                                       |
| 233                                      | Iuliia Galimullina (RUS)                 | AB                                       |
| 234                                      | Aigul Gareeva (RUS)                      | AB                                       |
| 235                                      | Petra Stiasny (SUI)                      | AB                                       |
| 236                                      | Thalea Mäder (GER)                       | AB                                       |